# Waltógrafo
Waltógrafo (en inglés Waltograph) es el nombre de una clase tipográfica de uso gratuito basado en las letras del logotipo de The Walt Disney Company.

## Descripción
Existen varias versiones, algunas bajo su título original de "Walt Disney Script". El tipo de letra no se basa, como muchos suponen, en la escritura real de Walt Disney; más bien, es una extrapolación del logotipo corporativo de The Walt Disney Company, que se basó en una versión estilizada del autógrafo de Walt Disney. Lanzado por primera vez en 2000, Walt Disney Script se actualizó continuamente y, finalmente, pasó a llamarse Waltograph en 2004.

## Recepción
Aunque el proyecto no es oficial y no está afiliado ni respaldado por Walt Disney Company, ha sido utilizado por la compañía en ocasiones.